# Шустер, Вадим Борисович
Вадим Борисович Шустер (род. 22 августа 1971, Кишинёв) — советский теннисист, тренер по теннису. Мастер спорта МССР.

## Биография
В 5 лет начал заниматься теннисом. В течение 18 лет выступал за юношескую сборную МССР по теннису. Выступал в сборной Молдовы по теннису среди взрослых
В 1992 году выполнил норматив на звание мастера спорта СССР.
Параллельно с тренерской деятельностью успешно занимается бизнесом. Первым в Молдове открыл частные теннисные клубы, на которых тренировались ведущие спортсмены и проводятся европейские чемпионаты по теннису.

## Тренерская карьера
После завершения игровой карьеры Вадим Борисович начал тренерскую карьеру в сборной МССР.
В качестве тренера сборной Молдовы по теннису готовил к соревнованиям юношескую и взрослую сборные. Неоднократно представлял страну в ранге Капитана команды Кубка Дэвиса РМ и Кубка Федерации РМ. Работал с игроками TOP-20 ITF
С 2011 года был приглашён тренировать сборную по теннису в Федерацию тенниса республики Казахстан.
С 2018 года занимает должность спортивного директора в Gorky Tennis Park, Казахстан.
За 27 лет тренерской деятельности Шустер Вадим Борисович воспитал плеяду победителей и призёров европейских турниров. Среди его учеников есть победители и призёры ITF и профессиональных турниров WTA.
В числе спортсменов, с которыми он работал — Асия Даи, Максим Дубаренко.
Сейчас тренирует юношеский состав Федерации по теннису РК и Gorky Tennis Park